# Цепенда, Игорь Евгеньевич
Игорь Евгеньевич Цепенда (укр. Ігор Євгенович Цепенда; род. 18 октября 1964, Ивано-Франковск) — украинский дипломат, историк. Доктор политических наук, профессор. Ректор Прикарпатского национального университета имени Василия Стефаника.

## Биография
Родился 18 октября 1964 года в городе Ивано-Франковске, УССР.
В 1986 году окончил исторический факультет Ивано-Франковского государственного педагогического института.
С 1986 по 1988 год проходил военную службу в Вооружённых силах Советского Союза. После службы стал лаборантом на кафедре истории СССР и УССР в Прикарпатском университете.
В 1993 году защитил кандидатскую диссертацию на тему «Украинское национальное образование в Западной Украине. 1919—1939 гг. (политический аспект)». Научный руководитель профессор Владимир Грабовецкий.
С 1996 года начал дипломатическую карьеру первым секретарём Посольства Украины в Польше. На работе принимал участие в подготовке проекта примирения по годовщине Волынской трагедии.
В 1999—2002 гг. — докторант Института политических и этнонациональных исследований НАН Украины; в 2002—2006 гг. — I секретарь, советник по политическим вопросам посольства Украины в Республике Польша. С сентября 2006 г. — проректор по международному сотрудничеству Прикарпатского национального университета имени Василия Стефаника.
В 2009 году защитил докторскую диссертацию по теме: «Украинско-польские этнополитические отношения 40—50-х годов XX века».
С 2011 года — профессор кафедры международных отношений.
В 2012 году избран ректором Прикарпатского национального университета.

## Награды[1]
- Почётный знак МИД Польши «Bene Merito»
- Юбилейная медаль «70 лет Вооружённых Сил СССР» (1988)
- Грамота Верховной Рады Украины «За заслуги перед украинским народом» (2010)
- Лауреат Премии имени академика Петра Тронько НСКУ (2014)
- Юбилейная медаль по случаю 150-летия со дня рождения Блаженного священномученика Григория Хомишина (2017)
- Медаль Центра Восточной Европы имени Кирилла и Мефодия Университета Марии Склодовской-Кюри в Люблине (2017)
- Почётный доктор (Doctor honoris causa) Жешувского университета (2015)
- Почётный консул Горно-металлургической академии имени Станислава Сташица в Кракове (2017)
- Юбилейная медаль в честь 200-летия Варшавского университета (2018)
- Медаль Национальной академии педагогических наук Украины «Григорий Сковорода» (2018)
- Памятная награда в честь 100-летия Национальной академии наук Украины (2018)
- Лауреат награды XII Форума «Европа-Украина» (2019, Жешув, Республика Польша)
- Нагрудный знак МОН Украины «За научные и образовательные достижения» (2019)
- Почётный знак Федерации волейбола Украины II степени (2019)
- Юбилейная медаль «100-летие ЗУНР» (2019)
- Лауреат Премии имени Дмитрия Яворницкого НСКУ (2020)
- Лауреат Премии имени Леся Мартовича (2021)
- Почётная награда «Золотая медаль Херсонского государственного университета» (2022)
- Грамота от Митрополита Киевского за преданное служение Богу и Украине и жертвенность в защите добра и правды и орден святого великомученика Георгия Победоносца (2023)
- Почётная грамота Ассоциации украинистов Японии за весомый вклад в развитие японско-украинских отношений от Президента Ассоциации украинистов Японии Окабе Йошихико (2023)
- Награда имени Ежи Гедройца влиятельной польской газеты «Rzeczpospolitа» за многолетний труд в создании атмосферы дружбы между польским и украинским народами (2023)
- Медаль за заслуги перед польской наукой «Sapientia et Veritas» (2023)